# ペッレーロ
ペッレーロ（伊: Perrero）は、イタリア共和国ピエモンテ州トリノ県にある、人口約600人の基礎自治体（コムーネ）。

## 地理

### 位置・広がり

#### 隣接コムーネ
隣接するコムーネは以下の通り。
- アングローニャ
- マッセッロ
- ペローザ・アルジェンティーナ
- ポマレット
- プラーリ
- プラモッロ
- ローウレ
- サルツァ・ディ・ピネローロ
- ヴィッラール・ペッリチェ

## 行政

### 分離集落
ペッレーロには、以下の分離集落（フラツィオーネ）がある。
- Combagarino, Trossieri, Traverse, San Martino, Chiabrano, Vrocchi, Linsard, Villasecca Inferiore, Villasecca Superiore, Peyrone